# Narco (banda)
Narco es un grupo de música rap metal procedentes de Sevilla, España, concretamente del distrito obrero de La Macarena. 
Sus letras hablan de experiencias psicotrópicas, noches de desenfreno, el negocio del narcotráfico, el rechazo a la autoridad, la hipocresía religiosa o historias de crímenes macabros.

## Historia
El grupo nació en 1996 en el Barrio de la Macarena, Sevilla. El grupo pasó a llamarse Narco ya que antes eran conocidos como Lumpen. Tras un primer sencillo titulado "Narco" y una gira con Def Con Dos graban su primer disco, Satán vive (Bruto/Dro/Warner), con lo que empiezan a dar multitud de conciertos por toda España. El disco incluye 11 temas, y el grupo lo componían los siguientes miembros: Chato Chungo (voz), Vikingo M.D. (voz), DJ Muerte (DJ, samples), Amnésico (bajo), Diablero Díaz (guitarra) y Manipulador (batería). Producido por Jesús Arispont (bajista y productor de Def Con Dos), grabado y mezclado en los estudios Box (Madrid) y masterizado en Metrópolis (Londres) por Ian Cooper. 
En abril de 1999 publican su segundo trabajo, titulado Talego pon pon. Fue grabado en los estudios Box, mezclado en Red Led (Madrid) y masterizado otra vez en Metrópolis por Ian Cooper. Tras varios años en la carretera, finalmente los andaluces consiguen situarse en la primera línea del rock nacional. Aún fieles a la línea sónica iniciada con su primer disco, su nueva obra evidenció mayor profesionalidad y unos medios que les permitieron aportar nuevos matices a su particular visión del thrash y el hip hop. A la hora de combinar ingredientes, aparece de nuevo la figura de Jesús Arispont (Def Con Dos, Freak XXI), con el que siguen contando «porque ha llegado a conocer nuestras ideas y se complementa como uno más del grupo», según palabras del grupo.
Una gira con cierto éxito, les dio la confianza y beneficios suficientes y necesarios como para editar el tercer disco de su carrera, Chaparrón de plomo. El disco incluye más electrónica, más samples, más scratches, sin dejar de lado la distorsión de sus riffs. Sus letras continúan hablando de experiencias psicotrópicas, noches de descontrol, el negocio del narcotráfico, el rechazo a la autoridad, la hipocresía religiosa o historias de crímenes macabros. A los mandos de esta producción, una vez más Jesús Arispont, grabado una vez más en Box, mezclado en Sincronía (Madrid) y masterizado en Sonoland (Madrid).
Dos años después, el grupo decide sacar un DVD del concierto que dieron en la Sala Caracol de Madrid en febrero de 2001. A finales del año en 2002 editan Registro de penados y rebeldes en el que Chato Chungo ya no figura en la formación, dejando a Vikingo M.D. a cargo de las voces. El disco presenta más rock y más electrónica; fue grabado en los estudios Sound Farm (Dos Hermanas, Sevilla) y Mezclado en Q-studios (Madrid) y masterizado por Jesús Arispont en Masterispont (Madrid). El disco trajo bastante polémica, ya que el CD incluyó una pista interactiva con el videojuego Matanza cofrade. Algunas hermandades católicas de Sevilla interpusieron una denuncia contra el grupo aduciendo que el videojuego atentaba contra la libertad de conciencia y los sentimientos religiosos. Tras la denuncia, se retiraron del mercado 5.000 discos de Registro de penados y rebeldes y la Guardia Civil clausuró su página web. Los miembros del grupo fueron llamados a declarar ante la Guardia Civil, resultando todos ellos absueltos; no así el informático que diseñó el videojuego. Este les rogó que no removieran más el tema porque podía terminar en la cárcel. Esto afectó mucho al grupo. 
Un año después, después de la polémica ya mencionada, el grupo decide separarse y Vikingo M.D. sigue con su proyecto paralelo llamado como él y con el cual ha grabado un disco, Aquí estoy yo (2005). En los conciertos, Vikingo M.D. suele interpretar temas de Narco como La cucaracha o Puta policía.
En 2008, se realizó una entrevista a Vikingo M.D., en la que explicaba que Narco se reuniría de nuevo para hacer una gira que comenzaría en febrero de ese año, editar un disco en directo, un grandes éxitos, y un nuevo álbum. A esta reunión, acudieron todos los componentes originales excepto Chato Chungo, que según comentó el grupo estaba entre rejas y que aun así, era el único que estaba por la labor de reunirlos otra vez, pero obviamente sin cantar. Por lo que su sustituto fue Distorsión Morales. Distorsión Morales también es de forma paralela un integrante de la banda de fusión core Falso Dogma, y también ha editado varias grabaciones de rap en solitario esta vez con su alter ego S Curro. 
El nuevo álbum se llamaría Alijos confiscados 1996 - 2008, un recopilatorio que repasa toda la carrera del grupo andaluz. Con la salida del disco ofrecieron una serie de conciertos donde aseguraron que les había venido muy bien el parón, ya que les ayudó a volver a empezar con muchas ganas y a tener la misma energía como la de 1996 cuando empezaron con Satán vive. "No hemos perdido el contacto, somos todos colegas y había ganas de volver a ver a la gente en los escenarios", aseguró Vikingo M.D. El enfoque que le dieron a Alijos confiscados 1996-2008 es el de los primeros discos, para el directo volvieron a los dos primeros discos, al hardcore-metal. El recopilatorio, que sirvió de soporte a esta nueva serie de directos, agrupa 19 temas que aportan una panorámica de todos estos años y que tiene tres canciones inéditas, algunas remasterizadas y el resto son extraídas directamente de sus otros discos. El objetivo fue reunir los temas más difíciles de encontrar o algunas versiones (como la versión de A quién le importa, el mítico tema de Alaska o la versión de Esta noche, el famoso tema de Barricada).

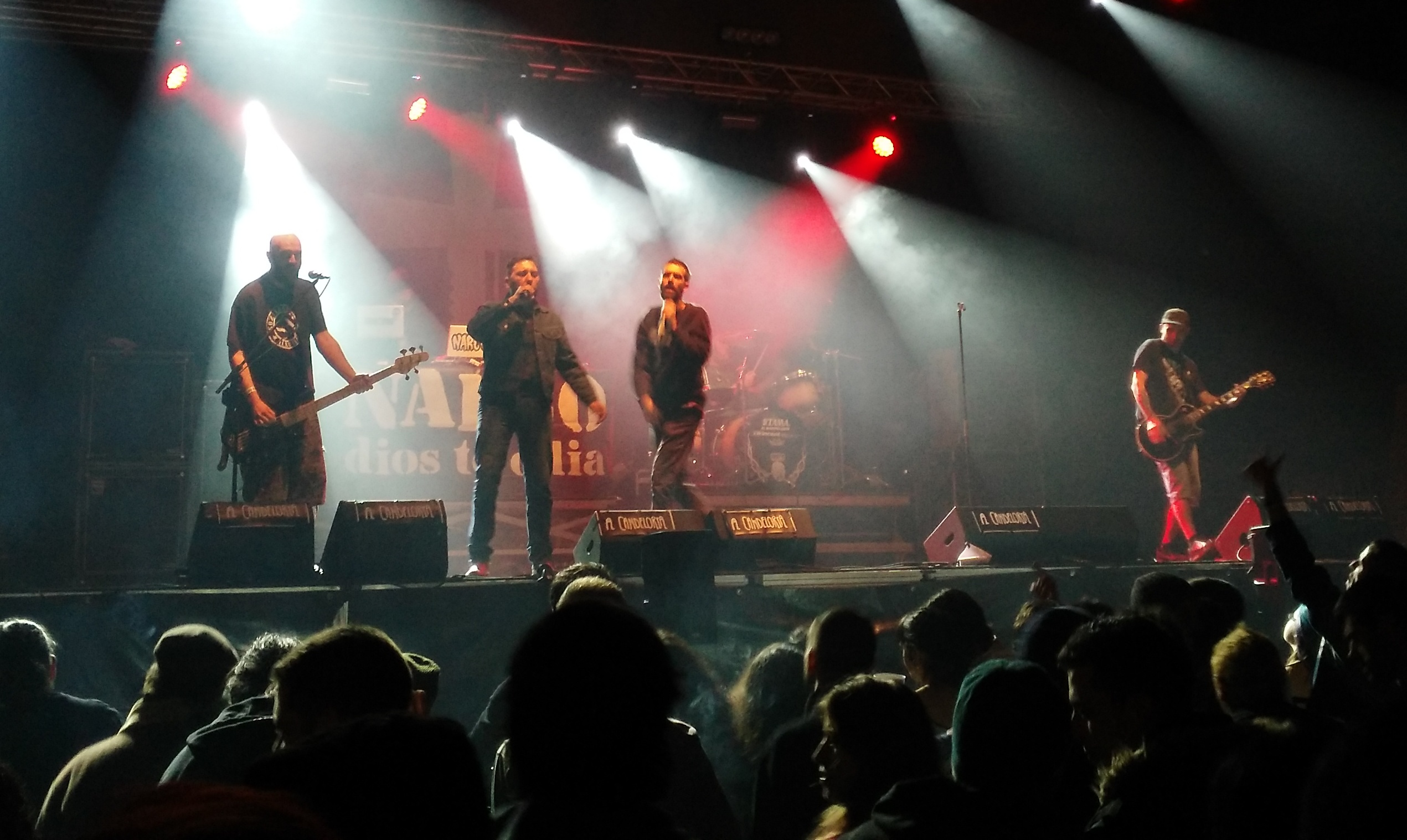
Actuación en el Festival A Candeloria 2016 (Lugo)

A finales de 2009, y una vez liberados de su compromiso con la multinacional Warner, Narco anunció oficialmente en su Myspace el nuevo álbum, que salió el 25 de enero de 2010. El grupo confirmó que se titularía Alita de mosca, en honor a la famosa droga denominada con el mismo nombre, una cocaína más pura que la común con una textura escamosa (de ahí la analogía con el ala de mosca). El disco salió a la venta a través de Maldito Records con 2 versiones: la normal que incluye 13 canciones y una edición especial limitada y numerada (presentada con una faja de cartón con un numerador de copias que va de la 0001 a la 2000) que incluye un libreto de 16 páginas, un cartel en A3, un adhesivo y otro tema incluido como bonus track, llamado Julio César Chaves, un tema que rompe la tendencia negativa que transpira el disco para rendir tributo a uno de los mejores pugilistas que ha dado el boxeo mexicano. Por otra parte, y casi al mismo tiempo, Distorsión Morales bajo el pseudónimo de S Curro, publica su 2.º LP en solitario, titulado Distorsión (Mogra Records/Kasba Music, 2010).
En 2012 sacan un CD remezcla de su anterior trabajo, Alita de mosca, que deciden llamar La rave del infierno (Alita de mosca remixes). El 15 de enero de 2013 publicaron otro LP, titulado Versiones para no dormir, que contiene versiones de grupos como Prodigy, Dead Kennedys, Eskorbuto, etc, y cuenta con colaboraciones de artistas como Juan (Soziedad Alkoholika) o Finito de Badajoz (Reincidentes), entre otros.
Tras varias giras durante casi dos años presentando el disco de versiones en directo, en diciembre de 2014 editan  Dios te odia (La Balacera, 2014), un disco que supone para ellos el alcanzar la madurez en esta nueva etapa, con un sonido muy definido que incorpora los elementos clásicos de Narco e introduce otros nuevos. En la primavera de 2016 sale del grupo el batería Manipulador, uno de los miembros fundadores del grupo, que es sustituido por el Caraperro.
A finales del año 2017 sale a la venta un nuevo álbum, el octavo disco, denominado Espichufrenia.
El 3 de junio de 2019, Vikingo MD, cantante y miembro fundador de Narco fue despedido de la banda. El grupo declaró que esto se debió a "episodios de violencia" protagonizados por el cantante. Según relata él “Después de la colaboración de Chimo Bayo, le bajaron de la furgoneta a 900km de su casa y le dieron la patá de malas maneras". Después de este polémico episodio el grupo Narco paraliza la gira en la que se encuentra en ese momento. Reanudan la gira un tiempo después con Chino (alias el Chupasangre) como cantante temporal. Al final de esta gira dan el concierto "el subidón final" el 29 de Noviembre de 2019 en Madrid. Un concierto especial lleno de invitados y acompañados de antiguos integrantes de la banda. Con este último concierto la banda dió carpetazo a su carrera musical durante varios meses, y los diferentes miembros de Narco siguieronn su carrera musical en diferentes proyectos como "Forza la Makina", "Califato 3/4" o "Kadavra".
En septiembre de 2022 el grupo anuncia en sus redes sociales su vuelta a la actividad y presenta a una formación renovada con la entrada de dos nuevos componentes en la banda: Rey Ezequiel a las voces y El Tragabuche a los teclados. En diciembre de 2022 publican un nuevo disco titulado "Parásitos", formado por 10 canciones y diversas colaboraciones entre la que destaca la de Chato Chungo, antiguo cantante en la primera etapa de la banda.

## Miembros
| Actuales - Distorsión Morales – Voz (2008–2019 / 2022–presente) - Rey Ezequiel – Voz (2022–presente) - Diablero Díaz – Guitarra (1996–2004 / 2008–2019 / 2022–presente) - Amnésico – Bajo (1996–2004 / 2008–2019 / 2022–presente) - Caraperro – Batería (2016–2019 / 2022–presente) - Abogado del Diablo – DJ (1998–2004 / 2008–2019 / 2022–presente) | Anteriores - Vikingo MD – Voz (1996–2004 / 2008–2019) - Chino – Voz (2019) - Chato Chungo – Voz (1996–2001) - Manipulador – Batería (1996–2004 / 2008–2016) - DJ Muerte – DJ (1996–1998) - El Tragabuche – Teclados (2022–2023) |

Línea de tiempo

## Discografía

### Álbumes
- Satán vive (1997)
- Talego pon pon (1999)
- Chaparrón de plomo (2001)
- Registro de penados y rebeldes (2002)
- Alita de mosca (2010)
- Versiones para no dormir (2013)
- Dios te odia (2014)
- Espichufrenia (2017)
- Parásitos (2022)

### Otros
- Alijos confiscados 1996/2008 (2008) - Recopilatorio
- La rave del infierno (Alita de mosca remixes) (2012) - Álbum remix
- La Sevilla del diablo (2012) - Split con Reincidentes

### Vídeo
- Ambiente Cadáver
- El atraco (2006)
- Hace falta una guerra (2011)
- Estrellas en el pecho (Dub Elements Remix) (2012)
- Huracán (con Reincidentes) (2012)
- Quiero ser párroco (Eyaculación Post-Mortem) (2013)
- Demolición (Los Saicos) (2013)
- Ven a Torreblanca (Pixies) (2013)
- Ahí fuera (vive Satanás) (2014)
- P€rro$ (2015)
- El Trapichero (2017)
- Yoni el Robot (con Space Surimi) (2018)

### Singles
- La Raza (último corte publicado en el álbum Kontaminación R.A del grupo Dr. Bad, compuesto e interpretado por Narco).
- Narco.
- Kolikotron.
- A tomar por culo el mundo.
- Vizco.
- El atraco